# Melyssa Ford
Pour les articles homonymes, voir Ford (homonymie).
Melyssa Ford, aussi connue sous le nom de Jessica Rabbit, née le 7 novembre 1976 à Toronto en Ontario, est une mannequin et actrice canadienne. Elle a posé et joué pour des vidéoclips de rap en tant que vixen, des émissions de télévision, des films et des magazines pour hommes. Elle joue notamment dans la série Blood, Sweat & Heels (en) de Bravo.